# أنتوني وو
أنتوني وو (بالصينية: 胡定旭) هو قاضي صلح ‏ وسياسي صيني، ولد في 1 سبتمبر 1954. انتخب عضو دائم في اللجنة الوطنية للمؤتمر الاستشاري السياسي للشعب الصيني خلال فترته النيابية ‏ وانتخب عضو في اللجنة الوطنية لجمهورية الصين الشعبية خلال فترته النيابية ‏.